# Le Roman de Max
Pour plus de détails, voir Fiche technique et Distribution.
Le Roman de Max (ou Petit Roman) est un court métrage muet français réalisé par Max Linder en 1912.

## Résumé
En vacances au bord de la mer, Max réserve une chambre en même temps qu'une jolie femme et de plus les chambres sont contiguës. Pendant la nuit, les chaussures et bottines mises dans le couloir font connaissance. Le lendemain matin Max est parti chercher l'inspiration au milieu des rochers et la femme se repose sur un banc. Mais leurs pieds ont la bougeotte et à un moment donné une chaussure et une bottine s'échappent et courent l'une vers l'autre en se retrouvant au pied d'un banc public. Max et la femme à leur tour arrivent près du banc et ce qui devait arriver arriva...un nouveau couple se forme.

## Fiche technique
- Titre alternatif : Petit roman
- Réalisation et scénario : Max Linder
- Production : Pathé Frères
- Pays : France
- Format : Muet - Noir et blanc - 1,33:1 - 35 mm
- Métrage : 160 m
- Genre :  Comédie
- Durée : 3 min 32 s
- Date de sortie : 
  -  France - 18 octobre 1912

## Distribution
- Max Linder : Max
- Lucy d'Orbel : La femme
- Le directeur de l'hôtel
- Les portiers de l'hôtel
- L'employée qui amène l'eau
- Le domestique